# Plaza de toros de Palma de Mallorca
La plaza de toros de Palma de Mallorca, conocida popularmente como Coliseo balear, (Coliseu Balear en catalán), es una plaza de toros de Palma de Mallorca. Está situada en la Avenida Gaspar Bennassar (arquitecto que la diseñó) del barrio homónimo en el Distrito Norte de la ciudad.
La plaza consta de 11.620 asientos en las gradas, 4 palcos (norte, sur, este y oeste) y mide 44,5 metros de diámetro. Es propiedad de la empresa Exclusivas Balañá S.A., con sede en Barcelona.
Actualmente es conocida por sus usos deportivos y, sobre todo, por ser el lugar donde se realizan los conciertos estivales más multitudinarios de la isla.
El Coliseo Balear forma parte del patrimonio histórico de la ciudad de Palma de Mallorca.

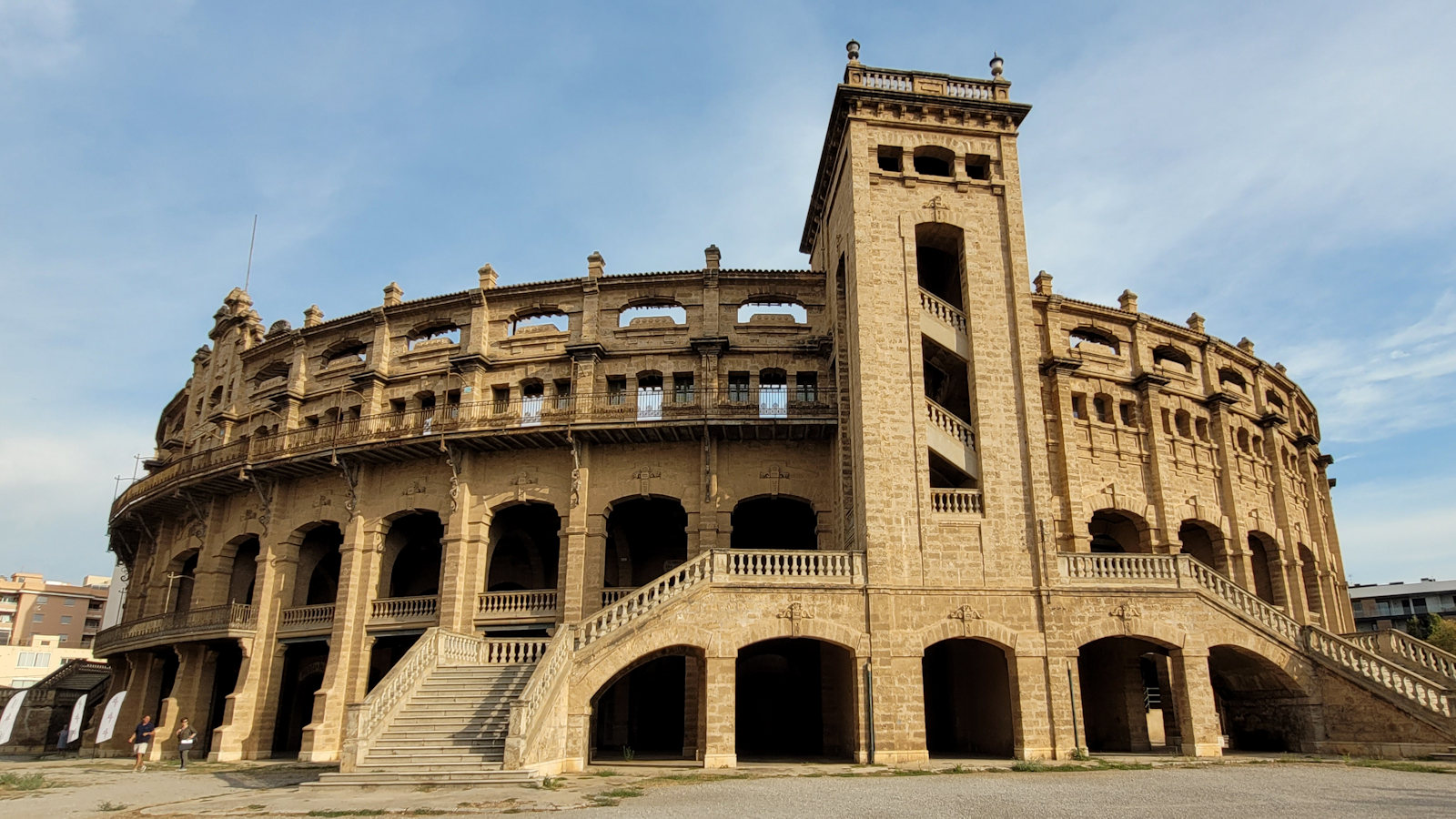
Vista exterior

## Historia
La idea de construir una plaza de toros en la capital balear para sustituir la vieja plaza, que databa de 1865, surgió en el año 1915, pero no se comenzó a construir hasta 1928. El encargado de diseñar la plaza fue Gaspar Bennazar, afamado arquitecto mallorquín de la época. El 21 de julio de 1929 se llevó a cabo la primera corrida en la plaza, quedando inaugurada. En 1956, la gestión de la plaza pasó a cargo de Exclusivas Balañá S.A.
Su época de mayor esplendor fueron las décadas de los 70 y 80, cuando el empresario Ángel Fernández mantuvo la exclusiva de explotación. Por ella han pasado toreros de gran renombre como Luis Miguel Dominguín, Antoñete, Paquirri , Manuel Benítez "El Cordobés", Palomo Linares, Diego Puerta, Paco Camino, y el Viti entre otros; y en el arte de rejoneo los hermanos Ángel y Rafael Peralta, Álvaro Domecq, José Samuel Lupi, etc. También se celebraban en esa época en horario nocturno combates de lucha libre con gran afluencia de público y los espectáculos cómico-taurinos (el Bombero Torero) con mucha aceptación y asistencia en su época de público infantil.
Aunque pueda parecer paradójico, uno de los usos menos frecuentes de la plaza es el de la tauromaquia. En verano se realizan infinidad de conciertos en la plaza, aquí han actuado Simply Red, Joe Cocker, Scorpions, Mike Oldfield, Julio Iglesias, B.B. King, Mark Knopfler, Dire Straits, Sting, los Kinks, Mecano, Abba, Alejandro Sanz, Estopa, Amaral, Pablo Alborán o Miguel Bosé entre otros. En 2006 fue el lugar elegido por Chenoa para albergar el concierto que da vida a su DVD Contigo donde estés. También se han celebrado diversos eventos deportivos, como un torneo de tenis ATP que se disputó entre 1999 y 2002 y una eliminatoria de cuartos de final de la Copa Davis en 2004. Además, la televisión alemana rueda en verano el programa Wetten, dass..?, una versión del ¿Qué apostamos? que se emite en Alemania, Suiza y Austria.